# Apollo et Hyacinthus
Apollo et Hyacinthus (Apollo e Giacinto), K 38, è un intermezzo in latino in tre atti di Wolfgang Amadeus Mozart. Si tratta della prima opera dell'autore, scritta come intermezzo per il dramma scolastico Clementia Croesi (La clemenza di Creso) di padre Rufinus Widl. Il titolo completo originale è Apollo et Hyacinthus seu Hyacinthi metamorphosis (Apollo e Giacinto ossia La metamorfosi di Giacinto).

## La genesi
L'opera fu commissionata dal ginnasio affiliato all'università dei benedettini di Salisburgo e rappresentata il 13 maggio 1767 all'Università di Salisburgo e fu un vero successo per il compositore undicenne e per i giovani ragazzi cantori.

## La trama
La trama sviluppa il tema classico dell'amore tra il dio Apollo ed il giovane Giacinto; durante il gioco Apollo lancia un disco, la cui traiettoria viene modificata dal vento Zefiro, geloso del loro amore, e ferisce mortalmente Giacinto. Addolorato Apollo fa crescere un fiore meraviglioso sulla sua tomba.
Per evitare il tema dell'omosessualità, l'autore inventa il personaggio di Melia, che diviene l'oggetto dell'amore di Apollo e della gelosia di Zefiro.
Nel primo atto re Ebalo compie un sacrificio per il dio Apollo. Giacinto tuttavia rassicura il padre della benevolenza del dio e viene confermato dall'apparizione di Apollo (Aria: Iam pastor Apollo).
Nel secondo atto Apollo corteggia Melia che lo ricambia (Aria: Laetari, iocari). Zefiro ferisce Giacinto incolpando Apollo e dichiara il suo amore per Melia (Aria: En! duos conspicis). Apollo lo tramuta in vento, ma Melia lo scaccia (Duetto: Discede crudelis).
Nel terzo atto Giacinto morente rivela la verità al padre. Apollo ritorna, trasforma il corpo del ragazzo in giacinti e dichiara la sua volontà di sposare Melia e restare in Laconia.

## Caratteri dell'opera
L'operina è divisa in tre parti: un Prologus e due Chori. Padre Widl, che ha scritto il libretto utilizzando diverse fonti, lo ha concepito in modo che il prologo venisse eseguito prima della tragedia, il primo 'coro' tra il II e il III atto, e il secondo 'coro tra il IV e V atto. Questo seguendo una tradizione salisburghese che prevedeva un intermezzo musicale in un dramma in prosa che avesse con questo un qualche collegamento. Con questa partitura composta in stile italiano, che consiste in una Intrada, una scena d'insieme, un terzetto, due duetti e cinque arie, Mozart dà una dimostrazione del suo precoce talento.

## La fortuna
La prima venne eseguita da ragazzi compresi tra i 12 e i 17 anni di età (anche per il ruolo femminile di Melia) e da un ventitreenne nella parte di Ebalo. Dopo la sua creazione l'operina venne dimenticata e solo all'inizio del XX secolo venne di nuovo ripresa, di solito in traduzione tedesca e adattata per voci adulte. Nel 1983 Gerhard Schmidt-Gaden, direttore del coro dei ragazzi di Tölz, la ripropone nella sua forma originale latina in una produzione televisiva con un cast di voci bianche soliste in cui spicca l'undicenne Allan Bergius nel ruolo di "Melia". Nel 1990 lo stesso Schmidt-Gaden ne cura una registrazione in studio con un'altrettanto famosa voce bianca solista, Christian Fliegner, nel ruolo di "Melia".

## Cast della prima assoluta
| Personaggio                 | Tipologia vocale      | Interpreti della prima 13 maggio 1767 |
| --------------------------- | --------------------- | ------------------------------------- |
| Oebalus                     | tenore                | Mattias Stadler                       |
| Melia                       | soprano (in travesti) | Felix Fuchs                           |
| Hyacinthus                  | soprano               | Christian Enzinger                    |
| Apollo                      | contralto             | Johann Ernst                          |
| Zephyrus                    | contralto             | Joseph Vonderthon                     |
| Primo sacerdote di Apollo   | basso                 | Joseph Brundl                         |
| Secondo sacerdote di Apollo | basso                 | Jakob Moser                           |

## Organico orchestrale
La partitura di Mozart prevede l'utilizzo di:
- 2 oboi
- 2 corni
- archi.

Il basso continuo nei recitativi secchi è garantito dal clavicembalo e dal violoncello.

## Struttura musicale

### Prologus (Primo atto)
- Intrada (Ouverture)
- N. 1 Chorus (con solo di Oebalus) Numen o Latonium (Coro, Oebalus)
- N. 2 Aria Saepe terrent Numina (Hyacinthus)
- N. 3 Aria Jam Pastor Apollo (Apollo)

### Chorus Imus(Secondo atto)
- N. 4 Aria Laetari, iocari (Melia)
- N. 5 Aria En! duos conscipis (Zephyrus)
- N. 6 Duetto Discede crudelis! (Melia, Apollo)

### Chorus IIdus(Terzo atto)
- N. 7 Aria Ut navis in aequore luxuriante (Oebalus)
- N. 8 Duetto Natus cadit, atque Deus (Oebalus, Melia)
- N. 9 Terzetto Tandem post turbida fulmina (Apollo, Melia, Oebalus)

## Discografia
- Leopold Hager (direttore), orchestra del Mozarteum di Salisburgo, Anthony Rolfe-Johnson (Oebalus), Arleen Augér (Melia), Edith Mathis (Hyacinthus), Cornelia Wulkopf (Apollo), Hanna Schwarz (Zephyrus) - 1981 - Philips.
- Gerhard Schmidt-Gaden, direttore; coro dei ragazzi di Tölz, Ensemble Baroque di Limoges. Oebalus: Markus Schäfer; Melia: Christian Fliegner; Hyacinthus: Sebastian Pratschke; Apollo: Christian Günther; Zephyrus: Philipp Cieslewicz. Solisti del coro di ragazzi di Tölz. PAVANE RECORDS PRESTIGE ADW 7236/37.